# چانگونگ
چانگونگ (انگلیسی: Changhong) شرکت الکترونیک چینی است، که در سال ۱۹۵۸ تأسیس شد.